# Leo Award
Der Leo Award ist eine Auszeichnung, die für Film- und Fernsehproduktionen aus British Columbia in Kanada vergeben wird. Der Preis wird seit 1998 in den Kategorien Serie, Drama, Dokumentation, Lifestyle-Serie, Reality-Format, Talk-Sendung, Animation, Jugendprogramm, Webserie, Musikvideo oder studentisches Projekt vergeben. Teilweise gibt es mehrere detaillierte Auszeichnungen pro Kategorie; 2010 wurde der Preis für 75 verschiedene Kategorien vergeben.
Die Bedeutung des Preises zeigt sich an der Größe der Filmwirtschaft in British Columbia: 20.000 Menschen sind hier tätig, es werden 1,2 Milliarden Dollar umgesetzt.